# Johann Nepomuk Karl av Liechtenstein
Johann Nepomuk Karl av Liechtenstein , född 1724, död 1748, var en monark (furste) av Liechtenstein från 1732 till 1748.
Johann Nepomuk Karl var son till Josef Johann Adam, som dog när han var åtta år gammal. Hans farbror Josef Wenzel I fungerade som förmyndare till 1745. 